# Xã Russell, Quận Macon, Missouri
Xã Russell (tiếng Anh: Russell Township) là một xã thuộc quận Macon, tiểu bang Missouri, Hoa Kỳ. Năm 2010, dân số của xã này là 190 người.